# Die Sumpfhanne
Die Sumpfhanne ist ein deutsches Stummfilmdrama von Carl Boese. Die Titelrolle spielt Charlotte Böcklin.

## Handlung
Hanne Woyda führt ein schweres Leben. Das arme Bauernmädchen hat ein Verhältnis mit dem Oberdörfer Jan, doch dieser erweist sich als hochmütig und weist sie öffentlich auf einer Tanzveranstaltung zurück, als sie ihn zum Schwof auffordert. Beschämt und tief verletzt, läuft Hanne davon. Auf ihrem Weg trifft sie den roten Merten, einen rohen und verwahrlosten Kerl, der erst vor kurzem aus dem Gefängnis entlassen wurde. Hanne möchte Merten dazu benutzen, sich an Jan, der sie so mies behandelt hat, zu rächen. Sie verspricht dem Vagabunden, sich ihm hinzugeben, sollte er ihr bei ihrem Plan helfen. Merten bringt Hanne zunächst als Schankmädchen in einem Lokal unter. Da sie recht hübsch ist, bekommt sie schnell Bewunderer und Gönner, die versuchen, bei ihr zu landen.
Eines Tages sieht Jan Hanne wieder und ist angewidert, wie sie sich hergibt und in seinen Augen tief gesunken ist. Längst ist Hanne das Flittchen eines gesellschaftlichen Aufsteigers geworden und hat sich an diesen teuer verkauft. Vergeblich versucht Jan, sie aus diesem Umfeld zu retten. Hanne hat Glück, als sie eines Tages einen jungen Schlossherrn trifft, der sie zu sich nimmt und schließlich sogar heiratet. In einem Akt von Überschwang und Rachegefühl stellt sie Jan als Stallmeister ein. Nun ist sie es, die auf ihn herabschauen kann. Hanne betrügt ihren edlen Gatten mit Jan, woraufhin der Schlossherr (an gebrochenem Herzen) stirbt. Hanne kehrt in alte Fahrwasser zurück und beginnt, zahlreiche Männerbekanntschaften zu führen.
Die Männer, die Hanne in die Hände fallen, werden von ihr letzten Endes ins Verderben gestoßen, und es ist ausgerechnet der ehemalige Verbrecher und Knastvogel Merten, der glaubt, dass eine tote Hanne in der Welt weniger Unheil anrichten könnte. Beim Versuch, sie zu töten, wird er selbst von Jan umgebracht. Hanne flieht vor dem blutigen Geschehen in Richtung Sumpf, gefolgt von Jan. Erst spät erkennt er, was für einen schlechten Charakter die einst von ihm geliebte aber danach zurückgewiesene Hanne hat und dreht durch. Sie habe ihn zum Mörder gemacht, schreit er, ergreift das Mädchen und wirft es in den Sumpf. Aus der dort versinkenden Hanne Woyda wird der Legende nach die Sumpfhanne.

## Produktionsnotizen
Die Sumpfhanne passierte im Oktober 1919 die Filmzensur und wurde wenig später uraufgeführt. Die Filmlänge betrug in der ersten Fassung 1805, in der zweiten 1676 bzw. 1671 Meter, verteilt auf fünf Akte. Ein Jugendverbot wurde ausgesprochen.
Julian Ballenstedt entwarf die Filmbauten.

## Kritik
„Prachtvolle Gesellschaftsbilder mit reicher Ausstattung, zwei ausgezeichnete Tanzszenen und eine Hundeszene mit verblüffender Dressur sind so im wesentlichen die starken Seiten des Films, die noch von der besonders schönen Photographie (Mutz Greenbaum) ergänzt werden. Die Darstellung weiß sich recht gut dem Milieu anzupassen. Allen voran die hübsche, wandlungsfähige Charlotte Böcklin — gleich gut als Bauernmädel, Gräfin und Dirne; temperamentvoll und glaubwürdig in Mimik und Geste (…) Carl Boese führte in anerkennenswerter Routine die Regie. Die Arbeit des Architekten J. Ballenstedt verdient besonderes Lob.“